# Раменский, Алексей Пахомович
Алексей Пахомович Раменский (1845—1928) — русский педагог, директор народных училищ Пермской губернии; действительный статский советник.

## Биография
Родился 30 марта (11 апреля) 1845 года в селе Мологино Тверской губернии в семье дьячка Пахома Фёдоровича Раменского (1824—1892). Окончил Тверскую духовную семинарию и Санкт-Петербургскую духовную академию.
С 24 октября 1872 года стал преподавать греческий и русский языки, а также отечественную словесность в Симбирске: в духовной семинарии, военной гимназии (с 1873), с 1875 года в Симбирском епархиальном женском училище и мужской гимназии (в 1879—1882). С 1 апреля 1882 года был инспектором народных училищ Оренбургской губернии; с 18 января 1890 года по май 1917 — директор народных училищ Пермской губернии. Был произведён в чин действительного статского советника 14 мая 1896 года.
Поддерживал открытие земских школ как более демократичных и основательных, отстаивал право каждого человека на начальное образование, разработал программу введения всеобщего начального обучения детей в Пермской губернии за счёт дополнительных расходов земства. В 1904 году выступил за создание единой начальной школы под контролем государства.
Был награждён орденами: Св. Анны 2-й ст. (1894), Св. Владимира 3-й ст. (1903), Св. Станислава 1-й ст. (1906).
Руководил народными училищами в Пермской губернии. Достиг чина действительного статского советника, вкладывал свои средства в благотворительную деятельность, содержание детского сада и детской библиотеки в Перми, приюта для девочек. В селе Мологино Ржевского уезда он выстроил школу и передал ее земству.
Умер в Ульяновске 25 августа 1928 года.

## Семья
Был женат на дочери священника Александре Гавриловне Сироткиной. Единственный их сын — Анатолий Алексеевич (1885 — после 1917) окончил медицинский факультет Московского университета, однако карьере врача предпочёл работу актёра в студии Ф. Ф. Комиссаржевского.

## Мифы биографии
Личность Раменского была мифологизирована в позднесоветское время в рамках многолетней мистификации его внучатого племянника Антонина Аркадьевича Раменского (1913—1985) «Учительская династия Раменских». В рассказах Антонина А. П. Раменский предстаёт школьным учителем Володи Ульянова; будто бы он сочувствовал революционному движению, общался с Лениным и после революции и получал от него в подарок брошюры с автографами. А. А. Раменский подделывал также хроникальные записи и мемуары своего двоюродного деда, рассказывающие о многовековой истории их рода. Эти фантастические подробности, наряду с документальными, входят в биографию А. П. Раменского, написанную А. Г. Никитиным в 1965 году, и иногда повторяются и в современных публикациях о нём.